# 1307

## Esdeveniments
- 22 de novembre, es publica la butlla de Climent V (Pastoralis Praeeminentiae) en què pot començar la persecució dels templers.
- 1 de desembre, Corona d'Aragó: Jaume el Just seguint les instruccions de la butlla de Climent V, ordena la persecució dels templers. Mesos abans, havien estat arrestats tots els membres francesos de l'orde.
- Gaddo Gaddi pinta La coronació de la Mare de Déu

## Necrològiques
- 7 de juliol, Burgh by Sands, Carlisle, Cumberland (Anglaterra): Eduard I d'Anglaterra (n. 1239)[1]

- Roger de Flor és assassinat a traïció.
- Benet I Zacaries, senyor de Focea